# Obermylau
Obermylau ist ein Ortsteil der Großen Kreisstadt Reichenbach im Vogtland im Vogtlandkreis (Freistaat Sachsen). Er wurde am 1. Januar 1996 in die Stadt Mylau eingemeindet und kam mit dieser am 1. Januar 2016 zur Stadt Reichenbach im Vogtland.

## Geografie

### Lage
Obermylau liegt nördlich der Stadtkerne von Mylau und Reichenbach im Vogtland. Die Flur des Orts liegt zum größten Teil westlich der Bundesstraße 94 und nördlich der Bahnstrecke Leipzig–Hof, lediglich der Siedlungskern befindet sich südlich der Bahnstrecke am „Obermylauer Berg“.
Der Ort liegt im Osten des Naturraumes Vogtland im sächsischen Teil des historischen Vogtlands. Im Norden wird die Flur durch den Friesenbach, einem Nebenfluss der Göltzsch, begrenzt. Dieser bildet gleichzeitig die Grenze zum thüringischen Teil des Vogtlands.

### Nachbarorte
| Reinsdorf | Waltersdorf                                 | Friesen     |
| Weidig    | Kompassrose, die auf Nachbargemeinden zeigt | Reichenbach |
|           | Mylau                                       |             |

## Geschichte
Obermylau am Hang nördlich der älteren Burg Mylau mit der sich darunter entwickelnden Stadt wurde im Jahr 1431 als: Obermelin genannt. Die unregelmäßige Struktur der Siedlung deutet jedoch auf einen slawischen Ursprung hin. Die Grundherrschaft über den Ort lag bis in die Mitte des 19. Jahrhunderts beim Rittergut Mylau. Im 18. Jahrhundert wird das Vorwerk Obermylau genannt, welches dem Rittergut Mylau als Wirtschaftsgut unterstand. Heute existiert von dem Gut nur noch das baufällige Herrenhaus. Die Wirtschaftsgebäude wurden bereits abgerissen.
Obermylau gehörte ursprünglich zur Herrschaft Mylau, die im 16. Jahrhundert an das kursächsische Amt Plauen kam. Der Ort gehörte bis 1856 zum kursächsischen bzw. königlich-sächsischen Amt Plauen. 1856 wurde er dem Gerichtsamt Reichenbach und 1875 der Amtshauptmannschaft Plauen angegliedert. Das ab Mitte des 19. Jahrhunderts entstandene Industriegebiet in der Nähe des Bahnhofs Reichenbach (Vogtl) ob Bf dehnte sich auch auf Obermylauer Flur aus. An der Flurgrenze zu Reichenbach entstanden an der „Greizer Straße“ Maschinenbau- und Textilbetriebe sowie Wohnhäuser und Villen. Zu DDR-Zeiten befanden sich Werksteile des Fahrradherstellers Renak in Obermylau.
Durch die zweite Kreisreform in der DDR kam die Gemeinde Obermylau im Jahr 1952 zum Kreis Reichenbach im Bezirk Chemnitz (1953 in Bezirk Karl-Marx-Stadt umbenannt), der ab 1990 als sächsischer Landkreis Reichenbach fortgeführt wurde und 1996 im Vogtlandkreis aufging. Am 1. Januar 1996 erfolgte die Eingemeindung von Obermylau in die Stadt Mylau. Durch Fusion der Städte Mylau und Reichenbach im Vogtland ist Obermylau seit dem 1. Januar 2016 ein Ortsteil der Großen Kreisstadt Reichenbach im Vogtland.

## Infrastruktur
Östlich von Obermylau verläuft die Bundesstraße 94, südlich des Orts die  Bundesstraße 173.
Durch die Ortsflur verläuft die Bahnstrecke Leipzig–Hof, deren nächste Station Reichenbach (Vogtl) ob. Bf. sich östlich von Obermylau befindet. Zwischen 1895 und 1957 befand sich direkt südlich von Obermylau der Bahnhof Mylau an der Bahnstrecke Reichenbach–Göltzschtalbrücke.
Ein Höhenweg führt vom Ortskern zur westlich gelegenen Göltzschtalbrücke.

## Gedenkstätten

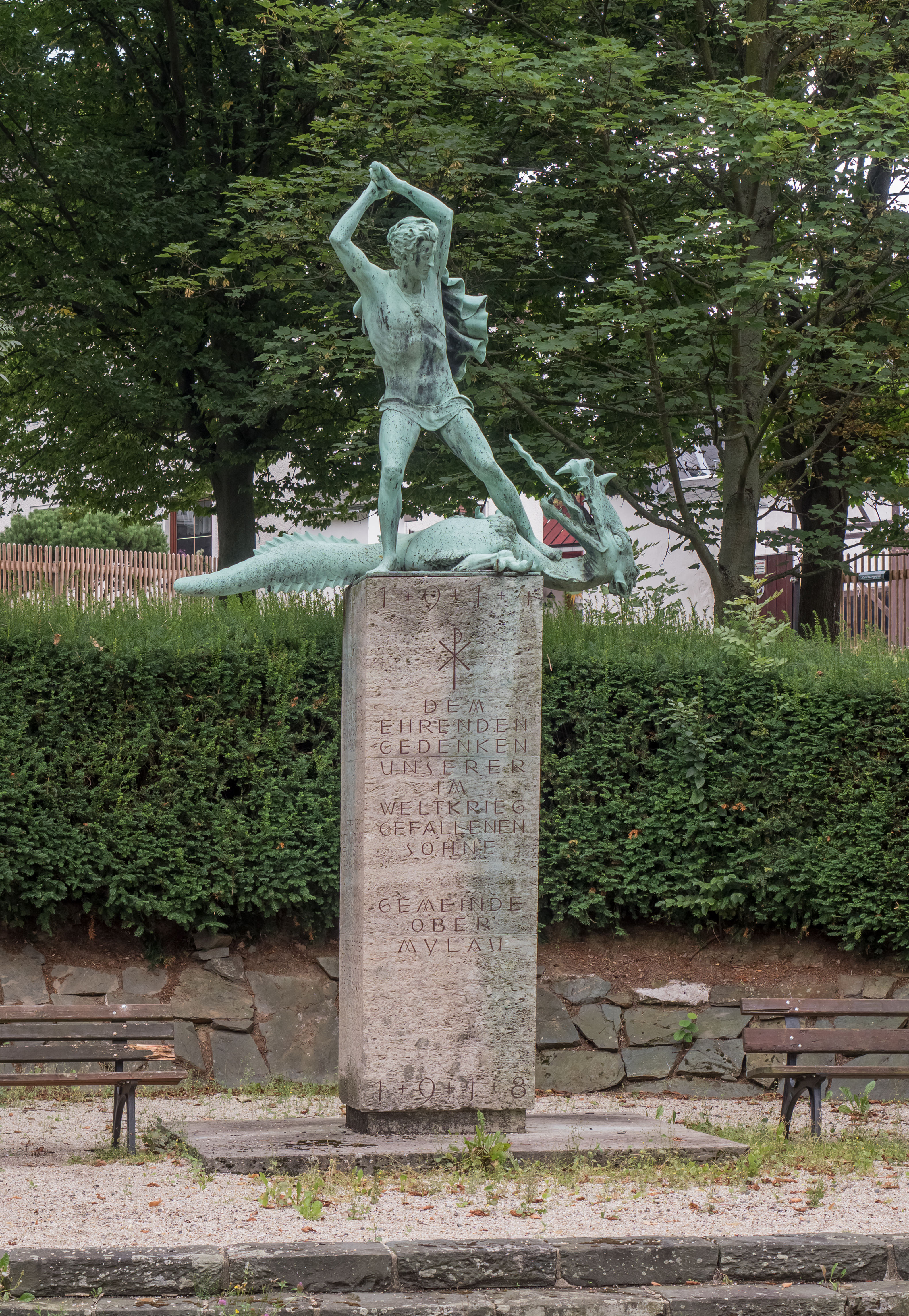
Siegfried-Denkmal in Obermylau

- „Siegfried-Denkmal“ zur Erinnerung an die Gefallenen des Ersten Weltkriegs